# Urriðafoss

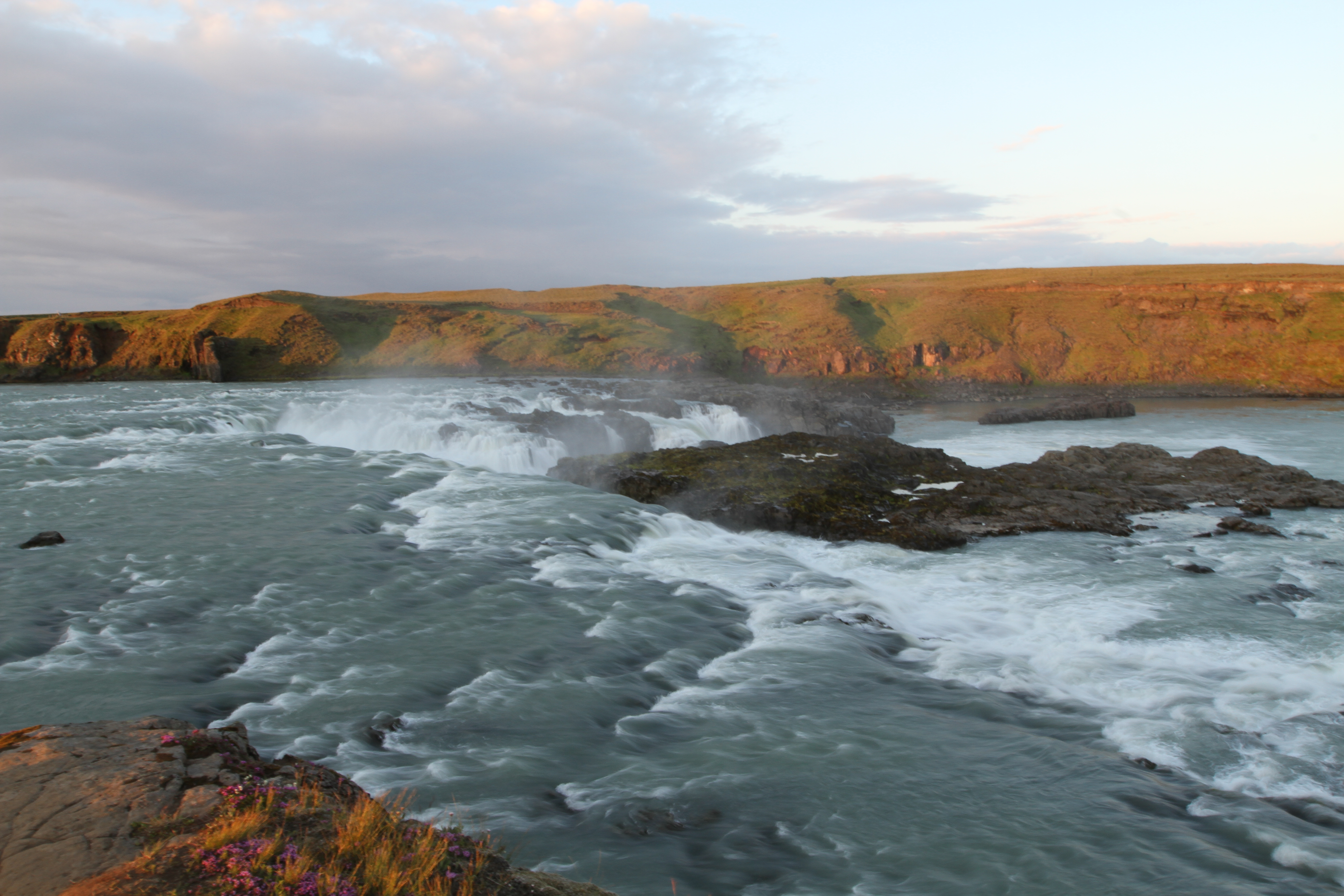
Der Urriðafoss

Der Urriðafoss ist der wasserreichste Wasserfall Islands. Der Fluss Þjórsá stürzt mit 360 m³/s Wasser auf etwa 40 m Breite 6 m in die Tiefe. Zunächst stürzen große Teile des Stromes in eine Spalte vor einem Felsen in der Mitte des Flusses, der Hauptstrom allerdings bricht an einer anderen Stelle durch. Im Winter können sich bis zu 20 m dicke Eisplatten bilden.
Der Wasserfall liegt nach einer kleinen Abbiegung südlich der Ringstraße im Süden Islands, etwa 16 Kilometer östlich der Stadt Selfoss. Trotz seiner Größe ist er recht unbekannt und findet selten Erwähnung.
Es ist geplant, ein Wasserkraftwerk unterhalb des Wasserfalls zu bauen. Dies könnte unter Umständen das Ende dieses Wasserfalls bedeuten.